# Schizanthus tricolor
Schizanthus tricolor là loài thực vật có hoa trong họ Cà. Loài này được Grau & Gronb. miêu tả khoa học đầu tiên năm 1984.